# Spontane gisting
De spontane gisting is een manier van gisten. Bij gisting wordt een fermentatieproces op gang gebracht waarbij suiker (koolhydraat) omgezet wordt in ethanol en koolstofdioxide aan de hand van wilde gisten.
Als men wort / most  een tijdje aan de open lucht blootstelt komen er natuurlijke gistculturen in zoals Brettanomyces.; deze zullen dan de suikers in alcohol omzetten. Anders dan bij "normale" gisting waarbij men met gekweekte giststammen werkt is er nauwelijks controle over welke gisten in het bier/wijn aan het werk gaan. Ook zijn de natuurlijke gisten minder efficiënt waardoor veel suikers en andere smaakcomponenten in het bier/wijn achterblijven. Doordat dit bier in open vaten gist kan het koolzuur ontsnappen en is dit bier "plat". Bij wijn is het ontsnappen van koolzuur vaak gewenst gedrag, tenzij men een mousserende wijn (met prik) probeert te maken. Deze techniek wordt in de lambiekbrouwerijen in het Pajottenland toegepast.